# 内田茂雄
内田 茂雄（うちだ しげお、1926年5月2日 - 2006年2月25日）は、日本の弁護士。

## 来歴
現在の福岡県北九州市出身。西南学院大学英文科を卒業後、弁護士を目指して早稲田大学に入学。1953年、早大大学院を出て、1958年、地元で弁護士開業。
1968年、西日本一帯で日本最大の食品公害事件といわれるカネミ油症事件が発生すると、1970年より全国統一原告弁護団の団長を務め、1987年、最高裁判所でカネミ倉庫側との和解を成立させた。
2006年、胃癌のため死去。79歳没。

## 受章
- 勲四等旭日小綬章（1996年）